# InsideOut Music
Pour les articles homonymes, voir Inside Out.
InsideOut, aussi stylisé Inside Out, est un label discographique indépendant allemand de rock et metal progressif, basé à Dortmund, en Rhénanie-du-Nord-Westphalie. À l'origine basé à Clèves, le label compte des bureaux partout en Europe, qui travaillent en coopération avec la société jumelle InsideOut US. En 2009, il forme un partenariat avec Century Media Records et déménage sa base d'opérations à Dortmund. En août 2015, Century Media est racheté par Sony Music et devient son premier label de musique progressive.

## Histoire
Le label est formé en 1993 par Thomas Waber et Michael Schmitz, et commence ses publications en rééditant des albums de nouveaux groupes américains de metal progressif comme Symphony X et Shadow Gallery pour le marché européen, puis en signant d'importants artistes de prog comme Steve Hackett. Inside Out signe un contrat de distribution mondiale avec la société musicale allemande SPV et se développe avec la division américaine InsideOut US, basée à Pittsburgh, en Pennsylvanie. En 2009, SPV dépose le bilan, et Inside Out s'associe à Century Media Records, qui avait obtenu un contrat de distribution mondiale avec EMI.
Plusieurs groupes importants de la nouvelle école du rock progressif sont signés chez Inside Out, notamment Riverside, Haken, Pain of Salvation, Spock's Beard, The Safety Fire, The Flower Kings et Enchant. En outre, le label a établi des liens avec d'autres groupes importants de la scène prog, en publiant les albums solo du chanteur de Dream Theater, James LaBrie, et une sélection des projets parallèles de Mike Portnoy. Les alentours du siège du label ont souvent servi d'inspiration pour la pochette des albums. Par exemple, le distributeur d'essence de la pochette de Spock's Beard Octane se trouve à Clèves, tout comme le lac sur la pochette de Subsurface de Threshold. Les sorties du label se caractérisent par un travail de publication somptueux. Plusieurs albums font l'objet d'éditions spéciales, contenant des bonus importants tels que des titres bonus, des illustrations plus longues et/ou des segments multimédias.
Le fondateur du label, Thomas Waber, remporte le prix Guiding Light lors des Progressive Music Awards 2013. Le label signe Dream Theater en décembre 2017, sans doute la plus grosse signature de l'histoire du label à cette période.

## Groupes et artistes

### Actuels
- Affector
- Amon Düül II
- …And You Will Know Us by the Trail of Dead
- Anderson/Stolt
- Anneke van Giersbergen
- Atomic Soul
- AVKRVST
- Ayreon
- Beardfish
- Bent Knee
- Big Big Train
- Bigelf
- Caligula's Horse
- Derek Sherinian
- Devin Townsend
- Dream Theater
- Enchant
- Frost*
- Haken
- James LaBrie
- Jethro Tull
- Jolly
- Kaipa
- Kansas
- Karmakanic
- King's X
- Kino
- Knifeworld
- Kraan
- Leprous
- Liquid Tension Experiment
- Lonely Robot
- Long Distance Calling
- Nad Sylvan
- Neal Morse
- Next To None
- Pain of Salvation
- Pallas
- Pattern-Seeking Animals
- Perfect Beings
- Port Noir
- Riverside
- Ray Wilson
- Roine Stolt
- Klaus Schulze
- Shadow Gallery
- Sons of Apollo
- Spiritual Beggars
- Spock's Beard
- Star One
- Steve Hackett (hors Royaume-Uni/Japon)
- The Flower Kings
- The Fringe
- The Safety Fire
- The Sea Within
- The Shadow Theory
- The Tangent
- Thought Chamber
- Tiles
- Toundra
- Tim Bowness
- Transatlantic
- VUUR
- Yes

### Anciens
- Above Symmetry
- A.C.T
- Amaseffer
- Arjen Anthony Lucassen
- Asia
- California Guitar Trio
- Charlie Dominici
- Chroma Key
- Clepsydra
- Conspiracy
- David Lindley
- Deadsoul Tribe
- Derek Sherinian
- Dominici
- Ephrat
- Evergrey
- Fates Warning
- GPS
- IQ
- It Bites
- Jadis
- Jelly Jam, The
- Jerry Gaskill
- Jughead
- Kevin Moore
- Mastermind
- OSI
- Paatos
- Planet X
- Poverty's No Crime
- Redemption
- Ryo Okumoto
- Saga
- Slavior
- Sound of Contact
- Stealing Axion
- Stream of Passion
- Steve Howe
- Symphony X
- Trey Gunn
- Ty Tabor
- Ulysses
- United Progressive Fraternity
- Unitopia
- Vanden Plas